# Idaea flaveolaria
Idaea flaveolaria är en fjärilsart som beskrevs av Jacob Hübner 1800/?8. Idaea flaveolaria ingår i släktet Idaea och familjen mätare. Inga underarter finns listade i Catalogue of Life.

## Bildgalleri

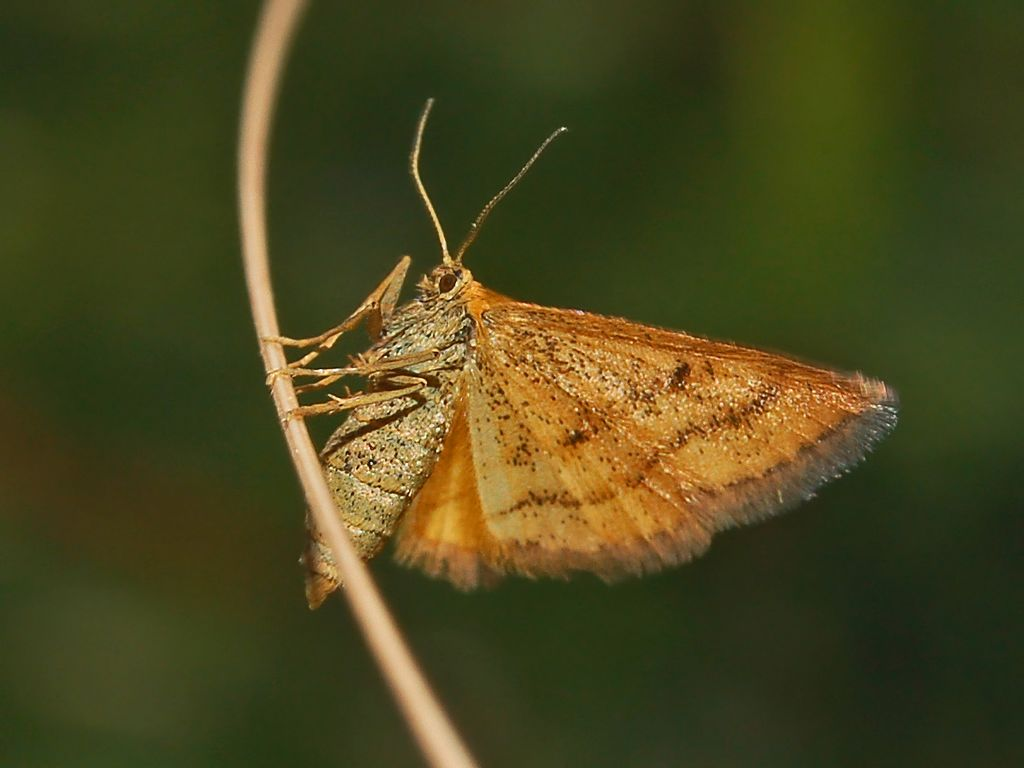